# Джонс, Тре
Тре Айзе́я Джонс (англ. Tre Isiah Jones; род. 8 января 2000 года в Апл-Валли, штат Миннесота, США) — американский профессиональный баскетболист, выступающий в Национальной баскетбольной ассоциации за команду «Чикаго Буллз». Играет на позиции разыгрывающего защитника. На студенческом уровне выступал за команду Дьюкского университета «Дьюк Блю Девилз». На драфте НБА 2020 года он был выбран под сорок первым номером командой «Сан-Антонио Спёрс».

## Профессиональная карьера

### Сан-Антонио Спёрс (2020—2025)
Джонс был выбран под 41-м номером на драфте НБА 2020 года командой «Сан-Антонио Спёрс». 27 ноября подписал контракт с Сан-Антонио на 3 года. 27 декабря дебютировал в НБА, выйдя со скамейки запасных, и набрал 2 очка за 1 минуту в поражении от «Лос-Анджелес Лейкерс» со счётом 107—121.

### Чикаго Буллз (2025—н.в.)
3 февраля 2025 года Джонс вместе с Заком Коллинзом и выбором в первом раунде драфта 2025 года был отдан в «Чикаго Буллз» в рамках сделки с тремя командами, в рамках которой они отправили Сиди Сиссоко, три выбора в первом раунде и два выбора во втором раунде в «Сакраменто Кингз».

## Карьера в сборной
В 2015 году завоевал золотую медаль в составе сборной США U16 на чемпионате Америки U16, проходившем в Баия-Бланке, Аргентина.

## Статистика

### Статистика в НБА
| Сезон                                                                                    | Команда     | Регулярный сезон | Регулярный сезон | Регулярный сезон | Регулярный сезон | Регулярный сезон | Регулярный сезон | Регулярный сезон | Регулярный сезон | Регулярный сезон | Регулярный сезон | Регулярный сезон | Серия плей-офф | Серия плей-офф | Серия плей-офф | Серия плей-офф | Серия плей-офф | Серия плей-офф | Серия плей-офф | Серия плей-офф | Серия плей-офф | Серия плей-офф | Серия плей-офф |
| Сезон                                                                                    | Команда     | GP               | GS               | MPG              | FG%              | 3P%              | FT%              | RPG              | APG              | SPG              | BPG              | PPG              | GP             | GS             | MPG            | FG%            | 3P%            | FT%            | RPG            | APG            | SPG            | BPG            | PPG            |
| ---------------------------------------------------------------------------------------- | ----------- | ---------------- | ---------------- | ---------------- | ---------------- | ---------------- | ---------------- | ---------------- | ---------------- | ---------------- | ---------------- | ---------------- | -------------- | -------------- | -------------- | -------------- | -------------- | -------------- | -------------- | -------------- | -------------- | -------------- | -------------- |
| 2020/21                                                                                  | Сан-Антонио | 37               | 1                | 7,3              | 47,4             | 60,0             | 89,5             | 0,6              | 1,1              | 0,2              | 0,0              | 2,5              | Не участвовал  | Не участвовал  | Не участвовал  | Не участвовал  | Не участвовал  | Не участвовал  | Не участвовал  | Не участвовал  | Не участвовал  | Не участвовал  | Не участвовал  |
| 2021/22                                                                                  | Сан-Антонио | 69               | 11               | 16,6             | 49,0             | 19,6             | 78,0             | 2,2              | 3,4              | 0,6              | 0,1              | 6,0              | Не участвовал  | Не участвовал  | Не участвовал  | Не участвовал  | Не участвовал  | Не участвовал  | Не участвовал  | Не участвовал  | Не участвовал  | Не участвовал  | Не участвовал  |
| 2022/23                                                                                  | Сан-Антонио | 68               | 65               | 29,2             | 45,9             | 28,5             | 86,0             | 3,6              | 6,6              | 1,3              | 0,1              | 12,9             | Не участвовал  | Не участвовал  | Не участвовал  | Не участвовал  | Не участвовал  | Не участвовал  | Не участвовал  | Не участвовал  | Не участвовал  | Не участвовал  | Не участвовал  |
| 2023/24                                                                                  | Сан-Антонио | 77               | 48               | 27,8             | 50,5             | 33,5             | 85,6             | 3,8              | 6,2              | 1,0              | 0,1              | 10,0             | Не участвовал  | Не участвовал  | Не участвовал  | Не участвовал  | Не участвовал  | Не участвовал  | Не участвовал  | Не участвовал  | Не участвовал  | Не участвовал  | Не участвовал  |
|                                                                                          | Всего       | 251              | 125              | 22,1             | 48,1             | 30,1             | 84,3             | 2,8              | 4,8              | 0,9              | 0,1              | 8,6              | Не участвовал  | Не участвовал  | Не участвовал  | Не участвовал  | Не участвовал  | Не участвовал  | Не участвовал  | Не участвовал  | Не участвовал  | Не участвовал  | Не участвовал  |
| Наведите курсор мыши на аббревиатуры в заголовке таблицы, чтобы прочесть их расшифровку. |             |                  |                  |                  |                  |                  |                  |                  |                  |                  |                  |                  |                |                |                |                |                |                |                |                |                |                |                |

### Статистика в Джи-Лиге
| Сезон                                                                                    | Команда     | Регулярный сезон | Регулярный сезон | Регулярный сезон | Регулярный сезон | Регулярный сезон | Регулярный сезон | Регулярный сезон | Регулярный сезон | Регулярный сезон | Регулярный сезон | Регулярный сезон | Серия плей-офф | Серия плей-офф | Серия плей-офф | Серия плей-офф | Серия плей-офф | Серия плей-офф | Серия плей-офф | Серия плей-офф | Серия плей-офф | Серия плей-офф | Серия плей-офф |
| Сезон                                                                                    | Команда     | GP               | GS               | MPG              | FG%              | 3P%              | FT%              | RPG              | APG              | SPG              | BPG              | PPG              | GP             | GS             | MPG            | FG%            | 3P%            | FT%            | RPG            | APG            | SPG            | BPG            | PPG            |
| ---------------------------------------------------------------------------------------- | ----------- | ---------------- | ---------------- | ---------------- | ---------------- | ---------------- | ---------------- | ---------------- | ---------------- | ---------------- | ---------------- | ---------------- | -------------- | -------------- | -------------- | -------------- | -------------- | -------------- | -------------- | -------------- | -------------- | -------------- | -------------- |
| 2020/21                                                                                  | Остин Спёрс | 7                | 7                | 31,3             | 44,6             | 8,3              | 83,3             | 5,3              | 9,7              | 1,4              | 0,0              | 18,1             | Не участвовал  | Не участвовал  | Не участвовал  | Не участвовал  | Не участвовал  | Не участвовал  | Не участвовал  | Не участвовал  | Не участвовал  | Не участвовал  | Не участвовал  |
|                                                                                          | Всего       | 7                | 7                | 31,3             | 44,6             | 8,3              | 83,3             | 5,3              | 9,7              | 1,4              | 0,0              | 18,1             | Не участвовал  | Не участвовал  | Не участвовал  | Не участвовал  | Не участвовал  | Не участвовал  | Не участвовал  | Не участвовал  | Не участвовал  | Не участвовал  | Не участвовал  |
| Наведите курсор мыши на аббревиатуры в заголовке таблицы, чтобы прочесть их расшифровку. |             |                  |                  |                  |                  |                  |                  |                  |                  |                  |                  |                  |                |                |                |                |                |                |                |                |                |                |                |

### Статистика в NCAA
| Сезон | Команда | Conf  | Class | GP | GS | MPG  | FG%  | 3P%  | FT%  | RPG | APG | SPG | BPG | PPG  |
| --- | ------- | ----- | ----- | -- | -- | ---- | ---- | ---- | ---- | --- | --- | --- | --- | ---- |
| 2018/19 | Дьюк    | ACC   | FR    | 36 | 36 | 34,2 | 41,4 | 26,2 | 75,8 | 3,8 | 5,3 | 1,9 | 0,2 | 9,4  |
| 2019/20 | Дьюк    | ACC   | SO    | 29 | 29 | 35,4 | 42,3 | 36,1 | 77,1 | 4,2 | 6,4 | 1,8 | 0,3 | 16,2 |
| Всего | Всего   | Всего | Всего | 65 | 65 | 34,7 | 41,9 | 31,3 | 76,7 | 4,0 | 5,8 | 1,8 | 0,2 | 12,4 |
| Наведите курсор мыши на аббревиатуры в заголовке таблицы, чтобы прочесть их расшифровку Статистика приведена с сайта sports-reference.com |         |       |       |    |    |      |      |      |      |     |     |     |     |      |